# Limnea
|  | No s'ha de confondre amb la ciutat del mateix nom a Tessàlia, vegeu Limnea d'Histiaeotis. |

Limnea (en llatí Limnaea, en grec antic Λιμναία) segurament la moderna Kervasará, era una ciutat d'Acarnània al sud-est del golf d'Ambràcia, a la frontera d'Acarnània i Argos d'Acaia. Tucídides diu que era a la via que anava d'Ambràcia i Argos a Estratos.
Filip II de Macedònia va desembarcar a Limnea quan va envair el territori de la lliga Etòlia.
Unes ruïnes a Kervasará són probablement les seves restes. Una zona pantanosa que encara existeix prop d'aquesta ciutat segurament va ser l'origen del seu nom, ja que λίμναι ("límnai") vol dir aiguamolls.